# Herse (hija de Zeus)

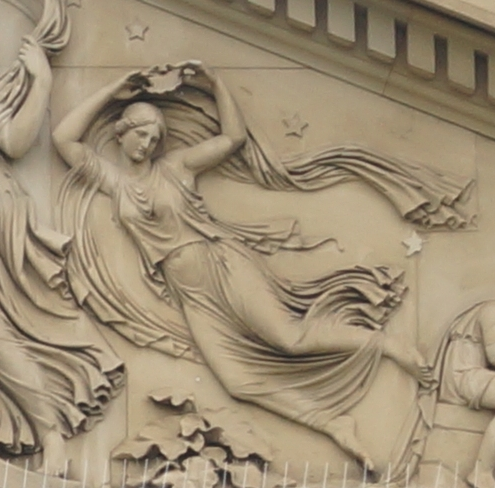
Friedrich Distelbarth: Artemis Selene relieve (1830), detalle. La joven diosa del rocío Ersa se cierne detrás de su madre Selene y moja la tierra con el rocío de una concha.

Herse o Ersa (en griego antiguo: Ἕρση o Ἔρσα, esto es, «rocío»), en la mitología griega, era una diosa menor que personificaba el rocío producido por la Luna. Un fragmento del poeta lírico Alcmán dice que Ersa es hija de Zeus y de Selene.
Plutarco también cita el texto de Alcmán, y lo aclara en un excursus. Nos dice que: «advertimos que el aire también experimenta lo mismo, pues es, sobre todo, en los plenilunios, cuando, disuelto, esparce rocío, como sin duda también Alcmán, el poeta lírico, dice a modo de enigma: que el rocío es hijo del aire y la luna "lo que alimenta Ersa, hija de Zeus y la divina Luna". Así en todas partes se atestigua que la luz de la luna tiene un poder humedecedor y suavizador».
En otras fuentes a la hija de Zeus y Selene se la llama Pandía o Nemea, si es que estos nombres no se refieren a diferentes versiones del mismo personaje.  
Se debe diferenciar de otra Herse, una heroína hija del rey Cécrope, adorada por los atenienses.